# Hope Jidōsha

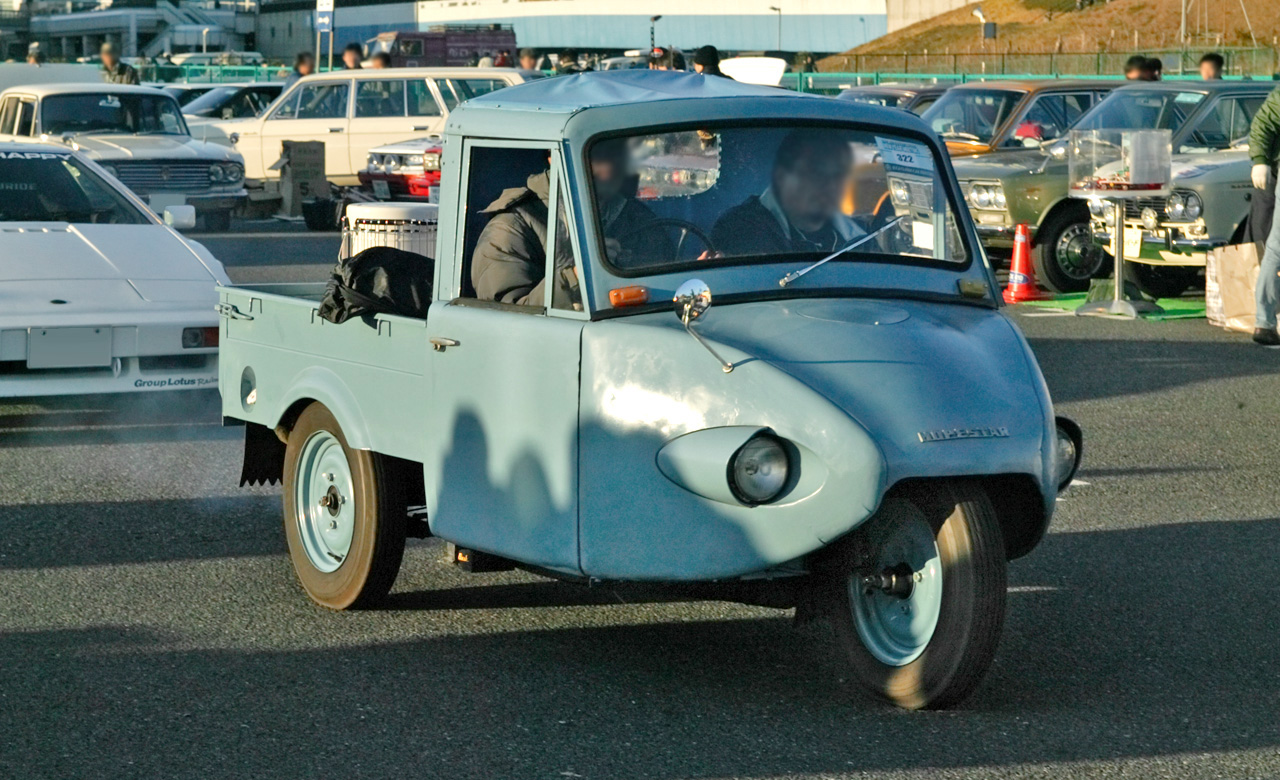
Ein Hopestar SM, Baujahr 1960

Hope Jidōsha K.K. (jap. ホープ自動車株式会社, Hōpu jidōsha kabushiki kaisha; engl. Hope Motor Company) ist ein ehemaliger japanischer Automobil- und Motorenhersteller, der seinen Unternehmenssitz in Taitō, Tokio hatte. Gegründet wurde das Unternehmen im April 1952 von Ono Yoshisada. Für die Produkte der Firma wurde der Markenname Hopestar verwendet. Eine Literaturquelle bestätigt die Gründung 1952 und den Markennamen Hopestar. Der Hersteller existierte bis April 1974, dann wurde das Unternehmen schließlich in den Spielwarenhersteller K.K. Hope (engl. Hope Co., Ltd.), mit derzeitigem Hauptsitz im Stadtbezirk Asao von Kawasaki, Präfektur Kanagawa, Japan, umgewandelt.

## Geschichte
In seiner Anfangszeit war das Unternehmen eine kleine Werkstatt, die sich auf die Reparatur von Automobilen spezialisierte und nebenbei die Fahrzeugentwicklung und -produktion aufbaute. Der Eintrag ins Handelsregister erfolgte erst im Januar 1954, nachdem Ono sein erstes eigenständig entwickeltes Modell, den Hopestar SM, auf dem Markt etablierte. Dieser entsprach den gesetzlichen Vorgaben für leichte Fahrzeuge, die 1949 erlassen worden waren. Da diese Regelungen erst seit kurzem existierten, hatte der neue Hersteller eine große Menge an Bestellungen zu erwarten. Als Konkurrent gab es zunächst nur den Mazda Mazdago der Tōyō Kōgyō K.K., einige Jahre später folgten Konkurrenzmodelle wie Daihatsu Midget und Hino Hustler. Hopestar wird deshalb in Japan oftmals als Vorreiter der japanischen Autorikscha-Produzenten genannt. Im Dezember folgte schließlich noch eine Lkw-Version des Modells. Als Motorisierung der Fahrzeuge verwendete man luftgekühlte Motoren mit einem Hubraum von 360 cm³ und zwei Kolben, die man in der hauseigenen Werkstatt montiert hat. Hersteller dieser Motoren war der heutige Mazda-Konzern. Auch die stärkere Version mit einem Hubraum von 750 cm³ stammten vom Motorradhersteller Mazda. Andere Bauteile wie Pleuel und Lager bezog man vom Automobilhersteller Datsun Jidōsha K.K. (heute Nissan) Ein selbst entwickelter Zweitakt-Einzylinder-Motor kam Ende der 1950er Jahre hinzu, welcher ab dato die stärkste Motorisierung des Unternehmens stellte. Qualität und Insassenschutz waren für den Hersteller ein wichtiges Thema und wurden den gesetzlichen Vorgaben immer wieder angepasst, vorwiegend verursacht durch die Produktion neuer Fahrzeugkomponenten der Fremdhersteller, was eine geringfügige Modifikation der Fahrzeuge nötig machte.
Ab 1957 gab es zudem eine Werbekampagne für den neuen Daihatsu Midget, der dem Unternehmen zusätzliche Kundschaft bescherte. Das Unternehmen war also auch als Vertragshändler des Daihatsu-Konzerns tätig. Das Hopestar Unicar NT erschien 1960. Der von 1960 bis 1962 produzierte Hopestar Unicar war ein kleiner Kombi mit einem Zweizylindermotor, der aus 356 cm³ Hubraum 17 PS entwickelte. Eine weitere Entwicklung machte das Unternehmen im Jahre 1961 durch einen Auftrag der Automotive Teita Huzi.  So sollten für deren neu geplanten Automobile Fahrgestelle und Zwei-Takt-Motoren gebaut werden. Diese fanden dann schließlich ab März desselben Jahres Verwendung im neuen Hopestar ST wie im allradbetriebenen Hopestar OT. Huzi dagegen verbaute diese in ihrem neuen Gasden M36.
1962 kam als Nächstes der Hopestar OV auf den Markt, der in der Hauptstadt sehr beliebt war. Die Motorenproduktion des Herstellers dagegen verzeichnete nach dem Erlassen neuer gesetzlicher Vorschriften einen immensen Einbruch, der 1965 seinen Tiefpunkt erreichte. Viele Arbeitnehmer wurden daraufhin entlassen. Bis dahin hatten nun aber auch die vierrädrigen Fahrzeuge in Japan ihren Durchbruch geschafft, sodass Hopestar langsam in Vergessenheit geriet.
1967 erhoffte man sich mit dem neuen Hopestar ON 4WD einen Neubeginn. Doch nach wenigen Produktionsjahren verkaufte man die Lizenzen an Suzuki, die daraus den Suzuki Jimny LJ10 entwickelte, der bereits 1970 den ON ersetzte.
Im April 1974 gab das Unternehmen dann die Automobilproduktion auf und wurde in den Mutterkonzern eingegliedert. Bis dahin wurden noch die älteren Modelle der Marke Hopestar hergestellt.

## Modellübersicht
- Hopestar ON (1953 bis 1967)
- Hopestar ON 4WD (1967 bis 1970)
- Hopestar OT (1961 bis 1974)
- Hopestar OV (1962 bis 1974)
- Hopestar SM (1954 bis 1961)
- Hopestar SY (1957 bis 1962)
- Hopestar ST (1961 bis 1974)
- Hopestar Unicar NT (1960 bis 1974)